# Ljungman (släkt)
Ljungmansläkten härstammar från Hindrik Svensson (ca 1609-1691), vilken såsom ryttare för Ljunga kronohemman i Dagsbergs socken, Östergötlands län, deltog i trettioåriga kriget. Hans son, överjaktlöjtnanten, hovmästaren på Stegeborg, Peter Hindrichsson Liungman (1654-1708) antog släktnamnet efter hemmanet. 
En del släktmedlemmar har upptagit det ursprungliga skrivsättet Liungman.